# Unfallflucht
Unfallflucht (auch Fahrerflucht) bezeichnet das unerlaubte Entfernen eines Unfallbeteiligten vom Unfallort nach einem Verkehrsunfall.

## Entstehungsgeschichte
Schon in der Frühzeit des Automobils ergab sich das Problem, dass aufgrund der Schnelligkeit der Fahrzeuge sich ein Unfallbeteiligter schnell entfernen konnte, ohne identifiziert zu werden. Daher begannen einige Gefahrenabwehrbehörden damit, Verordnungen zu erlassen, die die Beteiligten eines Unfalls dazu verpflichteten, nach dem Unfall anzuhalten und Hilfe zu leisten.
In Deutschland wurde ein erstes entsprechendes Gesetz im Jahre 1909 eingeführt. Nach § 22 des Gesetzes über den Verkehr mit Kraftfahrzeugen (KFG) wurde „der Führer eines Kraftfahrzeuges, der nach einem Unfalle es unternimmt, sich der Feststellung des Fahrzeugs und seiner Person durch die Flucht zu entziehen,“ mit Geldstrafe oder mit Gefängnis bis zu zwei Monaten bestraft. Der Täter blieb straflos, „wenn er spätestens am nächstfolgenden Tage nach dem Unfall Anzeige bei einer inländischen Polizeibehörde erstattet und die Feststellung des Fahrzeugs und seiner Person bewirkt.“
Mit der Verordnung zur Änderung der Strafvorschriften über fahrlässige Tötung, Körperverletzung und Flucht bei Verkehrsunfällen vom 2. April 1940 wurde § 22 KFG aufgehoben und unter Ausdehnung auf alle Verkehrsteilnehmer als § 139a in das StGB eingeführt. Danach wurde die „Führerflucht“ mit Gefängnis bis zu zwei Jahren oder Geldstrafe bestraft, in besonders schweren Fällen mit Gefängnis von sechs Monaten bis zu fünf Jahren oder Zuchthaus von einem Jahr bis zu fünfzehn Jahren. Grund der Reform, die zu einer Strafschärfung führte, war laut Staatssekretär Roland Freisler die Feigheit, die das Fliehen vom Unfallort kennzeichne. Dennoch wurde die Vereinbarkeit der Norm mit dem Grundgesetz bestätigt, sodass sie am 4. August 1953 als § 142 StGB fortgalt.
Die Norm war unter einigen Gesichtspunkten umstritten. Teilweise wurde sie unter verschiedenen Gesichtspunkten als verfassungswidrig angesehen: Bedenken wurden zunächst dagegen geäußert, dass die Norm den Täter unter Umständen zu einer Selbstbelastung verpflichte, was gegen das Rechtsstaatsprinzip verstieße. Das Bundesverfassungsgericht bestätigte allerdings 1963 die Verfassungskonformität des Tatbestands der Unfallflucht, da der Schutzzweck des § 142 StGB, die Sicherung der Durchsetzung zivilrechtlicher Ansprüche, Vorrang vor dem Grundrecht des Täters habe. Dennoch wurde regelmäßig die Reform des Tatbestands diskutiert. Zum 1. April 1970 wurden Gefängnis und Zuchthaus durch die einheitliche Freiheitsstrafe ersetzt. Zum 1. Januar 1975 nahm der Gesetzgeber geringfügige sprachliche Änderungen an der Norm vor. Zum 21. Juni 1975 wurden die besonders schweren Fälle abgeschafft und die Höchststrafe auf drei Jahre Freiheitsstrafe festgelegt. In ihrem wesentlichen Gehalt wurde § 142 StGB jedoch nicht geändert. Auch nach dieser Veränderung hielten einige die Verfassungskonformität des Tatbestands für zweifelhaft und warfen ihr die Verletzung des Bestimmtheitsgebots oder des Schuldprinzips vor.
In den folgenden Jahren wurde insbesondere die Einführung einer tätigen Reue diskutiert. Nach mehreren Entwürfen wurde der Vorschlag auf Initiative des Landes Rheinland-Pfalz in die Ausarbeitung des sechsten Strafrechtsreformgesetzes aufgenommen, Am 1. April 1998 trat das Reformgesetz in Kraft und erweiterte § 142 StGB um eine Regelung, die dem Täter die Möglichkeit einräumte, nach Vollendung des Delikts durch Verhalten, das im Interesse des Unfallgeschädigten liegt, Straflosigkeit oder wenigstens eine Strafmilderung zu erlangen. Allerdings wurde auch diese Gesetzesänderung kritisiert. Bemängelt wurden die Voraussetzungen des Strafaufhebungsgrunds, die über Reueregelungen in anderen Tatbeständen weit hinausgingen.

## Rechtslage

### Deutschland
Die Unfallflucht ist ein Verkehrsdelikt, das im deutschen Strafrecht in § 142 des Strafgesetzbuchs (StGB) unter der Bezeichnung unerlaubtes Entfernen vom Unfallort normiert ist. Trotz ihrer Platzierung im siebten Abschnitt des besonderen Teils des StGB, der die Delikte gegen die öffentliche Ordnung enthält, dient die Norm dem Schutz privater Vermögensinteressen. Sie sanktioniert Verhalten, das die Feststellung von Informationen über Unfallbeteiligte verhindert, obwohl diese für denjenigen, der durch einen Unfall geschädigt wurde, von Bedeutung sein können.

### Österreich
In Österreich ist Fahrerflucht keine Straftat, sondern eine Verwaltungsübertretung. Der § 4 Abs. 2, Abs. 5 StVO besagt, dass bei einem Verkehrsunfall mit Personen- oder Sachschaden die mit einem Verkehrsunfall im ursächlichen Zusammenhang stehenden Personen die nächste Polizeidienststelle ohne unnötigen Aufschub zu verständigen haben. Unterbleibt dies, begeht eine solche Person gemäß § 99 Abs. 2 lit. a oder Abs. 3 lit. b i. V. m. § 4 StVO Fahrerflucht.
Eine solche Verständigung darf nur unterbleiben, wenn diese Personen oder jene, in deren Vermögen der Schaden eingetreten ist, einander ihren Namen und ihre Anschrift nachgewiesen haben.

### Schweiz
In der Schweiz kommt Art. 92 SVG zur Anwendung:
(1) Mit Busse wird bestraft, wer bei einem Unfall die Pflichten verletzt, die ihm dieses Gesetz auferlegt.

### England
Bis 1846 galt in England eine Regel aus dem Mittelalter: Wenn der Führer eines Fuhrwerks einen Fußgänger überfährt und tötet, konfisziert der Staat das Vieh und den Wagen. Nachdem das Parlament dieses Gesetz lockerte, gewannen Fuhrwerke und um 1900 die Automobile rechtliche Dominanz im Straßenverkehr. 1911 beklagte sich ein Leser der Times über die vielen ungeahndeten Verletzungen und Tötungen von Fußgängern durch immer mehr und schneller fahrende Autos in den Städten.
Zwei Jahre später zog der Fall der Fahrerflucht des Grey Car (grauen Wagens) großes Interesse auf sich. Der 25-jährige Chauffeur John William Sallows hatte sich nach Dienstschluss die Limousine seines Arbeitgebers zu einem Joy Ride geliehen und war nach „nur zwei Gläsern Laager-Bier“ kurz nach halb 8 Uhr am Abend des 7. Dezember 1912 mit zwei Herren und drei Damen in dem „sehr kraftvollen, lang gestreckten, tief geschnittenen und grau angestrichenen Wagen, der in der Lage war, 40 oder 50 Meilen [60 bis 75 km/h] pro Stunde zu machen“ durch den Stadtteil Barnes im Südwesten Londons gefahren. Die „zwischen 50 und 55 Jahre alte“ Amy Rose Chillingworth überquerte gerade ordentlich (properly) die Castelnau Road, als der Wagen sie umfuhr und tötete. Der Fahrer fuhr unbeeindruckt weiter, schaltete sofort die elektrischen Scheinwerfer hinten und vorn ab. Als eines der Mädchen im Wagen rief: „Anhalten, John hat gerade eine Frau überfahren“, antwortete dieser: „Reg dich nicht auf. Wohin fahren wir jetzt?“ Späteren Abends ließ der Fahrer die Delle in seinem Wagen reparieren. Er wurde wegen Verdachts auf Totschlag inhaftiert.
In der Verhandlung zwei Monate später wies der Richter am Londoner Strafgericht auf die Kaltblütigkeit (callous and indifferent behaviour) des Fahrers hin. Dessen Verteidiger argumentierte, der Außenscheinwerfer seines Mandanten habe die Frau getötet, und diesen könne der Fahrer nicht sehen. Die Debatte drehte sich schließlich nur noch um die Scheinwerfer, nicht um die Fahrerflucht. Die Geschworenen kamen nach kurzer Beratung zu dem Urteil „nicht schuldig“.